# Amfitryta lamparcia
Amfitryta lamparcia, lampart morski (Hydrurga leptonyx) – gatunek drapieżnego ssaka morskiego z rodziny fokowatych (Phocidae). 

## Taksonomia

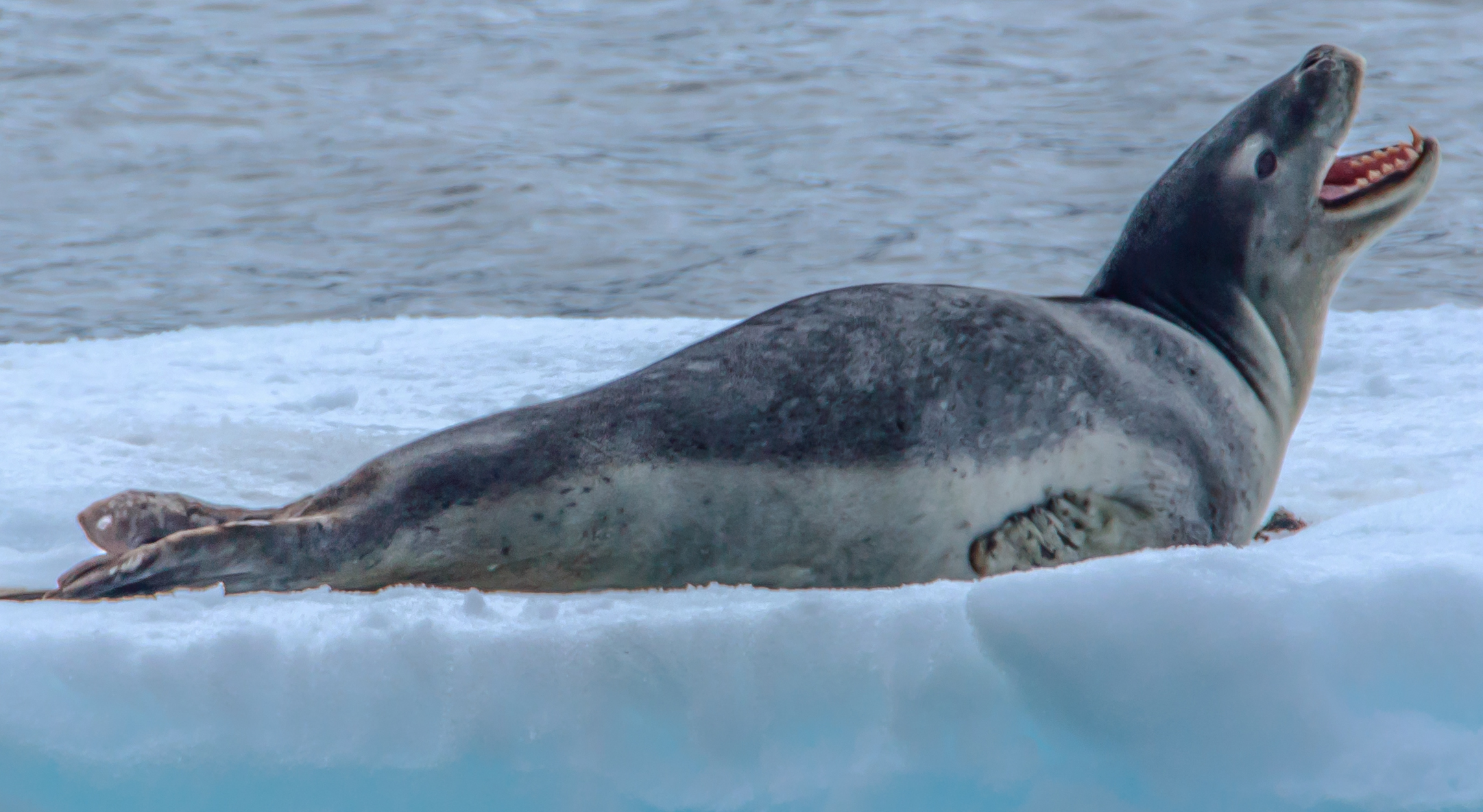
Odpoczywająca na lodzie amfitryta lamparcia

Gatunek po raz pierwszy zgodnie z zasadami nazewnictwa binominalnego opisał w 1820 roku francuski zoolog Henri Marie Ducrotay de Blainville nadając mu nazwę Phoca leptonyx. Jako miejsce typowe odłowu holotypu de Blainville wskazał Falklandy (fr. „des environs des îles Falckland ou Malouines”). Okazami typowymi były: młody samiec (wypchana skóra o długości około 2 m) i zniszczony w 1914 roku; czaszka (holotyp; uszkodzona w okolicy podstawno-potylicznej) z kolekcji M. Hauville’a w Le Havre, później przeniesiony do Paryża a obecnie znajdująca się w Muzeum Historii Naturalnej w Paryżu, w dziale anatomii porównawczej o sygnaturze A 3578; czaszka z Museum of the Royal College of Surgeons of England, Osteological Collection o sygnaturze 3938 (nr 1091 w katalogu Flowera), przywieziona przez Williama Keane’a na wielorybniku z Georgii Południowej; nieobecna w Muzeum Brytyjskim w 1957 roku, przypuszczalnie zaginęła w czasie II wojny światowej. Jedyny przedstawiciel rodzaju amfitryta (Hydrurga) który opisał w 1848 roku niemiecki przyrodnik Johannes von Nepomuk Franz Xaver Gistel.

### Etymologia
- Stenorhinchus: gr. στηνος stēnos „cienki, wąski”; ῥυγχος rhunkhos „pysk, ryj”[15].
- Hydrurga: gr. ὑδρο- hudro- „wodny-”, od ὑδωρ hudōr, ὑδατος hudatos „woda”; εργω ergō „pracować”[16].
- leptonyx: gr. λεπτος leptos „delikatny, smukły”; ονυξ onux, ονυχος onukhos „pazur”[17].

## Zasięg występowania
Amfitryta lamparcia występuje w zimnych wodach antarktycznych i subantarktycznych na szerokości 50–80° S.

## Morfologia
Długość ciała samców 250–320 cm, samic 241–338 cm; masa ciała samców 200–455 kg, samic 225–590 kg. Samice są zwykle większe od samców. Noworodki osiągają długość około 120 cm i ciężar około 30 kg. Sierść nie ma podściółki puchowej i jest rzadka. Głowa jest dłuższa niż u innych fokowatych. Amfitryta lamparcia ma wąską, ale stosunkową masywną głowę, z szerokimi i długimi szczękami, w których znajdują się mocne kły i przedtrzonowce. 

## Ekologia
Żywi się najczęściej młodymi pingwinami. Jako jedyny przedstawiciel fokowatych żywi się też innymi fokowatymi jak krabojad foczy, a ryby są tylko uzupełnieniem jego diety. Jest szybki, zwinny i dobrze przystosowany do polowania – ma kły i siekacze ukształtowane do chwytania i rozdzierania zdobyczy, a zęby trzonowe efektywne przy przytrzymywaniu i cięciu ze względu na ich ostre krawędzie, trzonowce mają też zazębiające się guzki służące do odcedzania kryla. Żyje samotniczo, oprócz okresu rozrodu, kiedy tworzy stada. Dojrzałość płciową osiąga w wieku około 5 lat, żyje do 20 lat. Samica rodzi zazwyczaj 1 młode, a ciąża trwa od 8 do 12 miesięcy.

## Obecność w kulturze
- W filmie Przygoda na Antarktydzie został zobrazowany atak amfitryty na psa zaprzęgowego.

## Status zagrożenia
W Czerwonej księdze gatunków zagrożonych Międzynarodowej Unii Ochrony Przyrody i Jej Zasobów został zaliczony do kategorii LC (ang. least concern „najmniejszej troski”).